# Хаджимишева къща (Иван Хаджимишев)
Вижте пояснителната страница за други значения на Хаджимишева къща.
Хаджимишевата къща (на гръцки: Οικία Ιβάν Χατζημήσεφ) е историческа постройка в град Солун, Гърция.

## Местоположение
Сградата е разположена в южния квартал Пиргите, на булевард „Василевс Георгиос“ № 27, на кръстовището с улица „Бизани“.

## История
Построена е в 1890 година от архитект Фредерик Шарно за богатия български земевладелец Иван Хаджимишев, брат на Тодор Хаджимишев. Къщата на Тодор се намира на булевард „Василиса Олга“ № 3 и дизайнът ѝ е идентичен, особено на фасадата. В съседство е къщата на синовете на Иван Петър и Никола. След смъртта на Иван Хаджимишев в 1896 година имотът преминава на ръцете на съпругата му Евтимия и децата му Петър, Никола и Екатерина. След Междусъюзническата война, при която Солун попада в Гърция, в 1915 година семейството се установява в София и сградата преминава в ръцете на гръцката държава. В 1919 - 1933 година в нея е настанено консулството на САЩ, в 1933 - 1938 година 5-та мъжка гимназия, в 1938 - 1940 офисите на Националната младежка организация, в 1952 - 1972 6-та данъчна служба. Имотът в някакъв момент от историята си е прехвърлен на църквата, която в 1974 година го дава под наем на общината и той приема 12-то основно училище. Сградата е повредена при Солунското земетресение в 1978 година и евакуирана, но след ремонт училището се връща. Земетресение в 2004 година предизвиква голяма пукнатина на 2-рия етаж и сградата е сметната за неподходяща и 12-то основно училище е преместено. След това в него се помещава социалният проет „Училище“. Обявена е за защитен обект в 1983 година.

## Архитектура
В архитектурно отношение е двуетажна сграда с еклектична морфология. Неокласически елементи в архитектурата са разделението на основа-тяло-венец, симетрията в отворите и повтаряемостта на елементите. Централната ос на фасадата е подчертана от централната врата, към която води монументално мраморно стълбище. Между отворите има пиластри с йонийски капители, които също са обрамчени от пиластри с капители, които изглеждат по-коринтски. Освен това всички отвори са увенчани с фронтон, триъгълен на 2-рия етаж, сводест на 1-вия. Балконите са от мрамор, а парапетите са сложни. На върха има назъбена лента под изпъкналия корниз и парапет над нея.